# Junonia natalensis
Junonia natalensis är en fjärilsart som beskrevs av Rothschild 1918. Junonia natalensis ingår i släktet Junonia och familjen praktfjärilar. Inga underarter finns listade i Catalogue of Life.